# Matt Wrbican
Matthew „Matt“ Huliak Wrbican (* 23. Januar 1959 in Pittsburgh, Pennsylvania; † 1. Juni 2019 in ebenda) war ein amerikanischer Archivar und Experte für das Leben des Künstlers Andy Warhol.

## Leben
Matt Wrbican erwarb einen BFA in Malerei und einen MFA in Intermedia/Electronic Art an der Carnegie Mellon University (CMU), wo er bei Bruce Breland studierte. Er begann seine Arbeit für das Warhol Archive 1991 in New York City und wurde Chefarchivar des Andy Warhol Museums in Pittsburgh, Pennsylvania, USA.
Mehr als zwei Jahrzehnte lang leitete Matt Wrbican das Archiv (mit Warhols Zeitkapseln) im Warhol Museum, wo er schätzungsweise 500.000 Objekte auspackte, bearbeitete, konservierte und dokumentierte. Er tauchte immer tiefer in Warhols Welt ein. Er hatte kein großes Interesse an den organisatorischen Aufgaben, die für die meisten ausgebildeten Archivare so zentral sind (er wurde als Künstler ausgebildet), aber er hatte eine Leidenschaft dafür, Licht in einige der dunkleren Ecken der Warholiana zu bringen. Ein Buch von Matt Wrbican mit dem Titel A Is for Archive (A steht für Archiv) erforscht Dinge wie den Stammbaum von Warhols ausgestopftem Hund und die Geschichte seiner Sammlung von Zahnabdrücken. Matt Wrbican hat auch mehr als 20 Warhol-Ausstellungen kuratiert. Seine eigenen Kunstwerke stellte er im Pittsburgh Center for the Arts and Galleries aus.  
Er starb nach einem vierjährigen Kampf an einem Hirntumor.